# Francis Cabrel
Francis Cabrel, född 1953 i Agen, är en fransk kompositör och sångare. 
Han upptäcktes i en talangtävling anordnad av Sud Radio 1974 och släppte sitt första album 1977. Han har tagit hem flera utmärkelser vid Victoires de la musique 1990 med trippeln årets manliga artist, årets album (för Sarbacane) och årets konsert, samt 1995 med årets album (för Samedi soir sur la terre). Sedan 1992 driver han Voix du Sud, en organisation för unga kompositörer och artister.

## Diskografi
- Les murs de poussière (1977)
- Les chemins de traverse (1979)
- Fragile (1980)
- Carte postale (1981)
- Quelqu'un de l'intérieur (1983)
- Cabrel public (1984 - live)
- Photos de voyages (1985)
- Cabrel 77–87 (1987 - samlingsalbum)
- Sarbacane (1989)
- D'une ombre à l'autre (1991 - live)
- Samedi soir sur la terre (1994)
- Algo más de amor (1998 - samlingsalbum)
- Hors-saison (1999)
- Double tour (2000 - live)
- Les beaux dégâts (2004)
- La tournée des bodegas (2005 - live)
- L'essentiel 1997-2007 (2007 - samlingsalbum)
- Des roses et des orties (2008)
- Vise le ciel (2012)